# Шпак Євген Михайлович (художник)
Євген Михайлович Шпак (нар. 1 квітня 1951, с. Олексинці, Україна) — український художник, військовик. Член Національної спілки народних майстрів України.

## Життєпис
Євген Шпак народився 1 квітня 1951 року у селі Олексинцях, нині Більче-Золотецької громади Чортківського району Тернопільської области України.
Закінчив факультет рисунка та живопису Московського університету мистецтв. Працював художником-оформлювачем художньої майстерні в місті Борщеві, завідувачем сільського клубу в с. Монастирку, директором Будинку культури в с. Олексинцях (обидва — Борщівського району), художником у військовій частині протиповітряної оборони (Борщівщина, 1974—1995), нині — директор Скала-Подільського краєзнавчого музею імені Мирослава Старицького.

## Творчість
Автор близько 2000 картин. Його наставниками були Я. Харів та С. Маковський. 
Від 1968 — учасник мистецьких виставок; персональних — у Борщеві (1986, 1987, 1989, 2001, 2006, 2011, 2013, 2021), Тернополі (2008, 2011), Чорткові (2012), селах Бурдяківцях (2004) та Олексинцях, смт Скалі-Подільській (2011) Борщівського району.
Твори зберігаються у музеях міст Борщів, Львів, Мінськ (Білорусь), Москва (РФ), Рівне, у Тернопільському обласному художньому музеї, приватних колекціях в Україні, Італії, Іспанії, Канаді, Німеччині, Польщі, США, Франції.

## Нагороди
- почесний громадянин Борщівського району (2018)[3],
- художник року в Борщівському районі (2011, 2012, 2013, 2014)[3].